# 瑞穂商事 (島根県)
株式会社瑞穂商事（みずほしょうじ、英文：Mizuhoshoji）は、かつて島根県邑智郡邑南町に本社を置いていたホテル・旅館の運営業者。

## 概要
ホテル・旅館運営およびスキー場（瑞穂ハイランド）を運営していた。瑞穂商事が破産したのち、武雄センチュリーホテルは静岡県伊豆市の宗教法人「世界真光文明教団」が購入した。瑞穂ハイランドは瑞穂ハイランド支援協議会が発足し、広島市の企業が運営を引き継いだ。

## 沿革
- 2011年（平成23年）12月16日 - 設立[1][2]。
- 2020年（令和2年）
  - 3月31日 - 瑞穂商事および関連会社の瑞穂リゾート、バークリープロパティが事業を停止[2][4]。また倒産に伴い運営していた武雄センチュリーホテルの営業も停止[5]。
  - 4月22日 - 東京地方裁判所から破産手続開始決定[3]

## 運営していた施設
| 施設名                 | 所在地                        |
| ---------------------- | ----------------------------- |
| 瑞穂ハイランド         | 島根県邑智郡邑南町市木6242-19 |
| 武雄センチュリーホテル | 佐賀県武雄市武雄町武雄4075-13 |